# Кристиана Шарлотта Вюртемберг-Виннентальская
Кристиана Шарлотта Вюртемберг-Виннентальская (нем. Christiane Charlotte von Württemberg-Winnental; 20 августа 1694, Кирххайм-унтер-Текк — 25 декабря 1729, Ансбах, Франконский имперский округ) — представительница Вюртембергского дома, дочь герцога Фридриха Карла Вюртемберг-Виннентальского и Элеоноры Юлианы Бранденбург-Ансбахской, супруга маркграфа Вильгельма Фридриха Бранденбург-Ансбахского, регент при несовершеннолетнем сыне Карле Вильгельме в 1723—1729 годах.

## Биография
Кристиана Шарлотта родилась 20 августа 1694 года. Она была младшим, седьмым, ребёнком в семье герцога Фридриха Карла Вюртемберг-Виннентальского и его жены Элеоноры Юлианы Бранденбург-Ансбахской. На момент её рождения в живых оставались четверо её старших братьев: Карл Александр, Генрих Фридрих, Максимилиан Эмануэль и Фридрих Людвиг. Отец умер, когда девочке было четыре года.
В 1709 году 15-летняя Кристиана Шарлотта была помолвлена со своим кузеном Вильгельмом Фридрихом Бранденбург-Ансбахским. Свадьба состоялась 28 августа в Штутгарте. Мать невесты следующем году также переехала в Ансбах. У супругов родилось трое детей:
- Карл Вильгельм Фридрих (1712—1757) — маркграф Бранденбург-Ансбахский, женат на прусской принцессе Фридерике Луизе, имел двух законных сыновей и четырёх внебрачных детей;
- Элеонора Вильгельмина Шарлотта (1713—1714) — умерла в младенчестве;
- Фридрих Карл (1715—1716) — умер в младенчестве.

Вскоре после рождения старшего сына в 1712 году Вильгельм Фридрих приобрёл замок Унтеррейхенбах, который превратил в охотничью резиденцию. После рождения второго сына маркграф выкупил замок Брукберг с прилегающими посёлками Рекерсдорф и Штайнбах, намереваясь устроить здесь школу для детей, однако младший сын в следующем году умер. Карл Вильгельм получил в Брукберге образование с 1717 по 1724 годы.
Вильгельм Фридрих умер в начале 1723 года. Кристиана Шарлотта стала регентом при малолетнем Карле Вильгельме.
На Рождество 1729 года 35-летняя Кристиана Шарлотта умерла. В настоящее время её останки захоронены в маркграфской усыпальнице в церкви Святого Гумберта в Ансбахе.